# Полномочный представитель президента Российской Федерации в Конституционном суде Российской Федерации
Должность полномочного представителя президента Российской Федерации в Конституционном суде Российской Федерации введена в составе Администрации президента Российской Федерации Указом президента от 24 апреля 1995 г. № 403.
Положение о полномочном представителе президента Российской Федерации в Конституционном суде Российской Федерации утверждалось указами президента от 5 июля 1995 г. № 668 и от 31 декабря 1996 г. № 1791 (ныне действующее). Согласно обоим положениям полномочный представитель являлся по должности заместителем руководителя Администрации президента Российской Федерации (эта норма признана утратившей силу указом президента от 28 июня 2005 г. № 736).
Ниже приводится список полномочных представителей президента Российской Федерации в Конституционном суде Российской Федерации (после даты назначения или освобождения от должности стоит номер указа президента, которым произведено назначение или освобождение от должности).
Указом президента от 30 апреля 2008 г. № 634 установлено, что замещение должностей федеральной государственной гражданской службы в Администрации Президента Российской Федерации, назначение на которые производится Президентом Российской Федерации, осуществляется федеральными государственными гражданскими служащими в течение срока исполнения Президентом Российской Федерации своих полномочий (т.е. с момента вступления в должность Президента Российской Федерации Д. А. Медведева 7 мая 2008 г. полномочный представитель Президента в Конституционном Суде освобождался от своей должности без принятия какого-либо специального правового акта).
Указом Президента от 7 мая 2008 г. № 718 федеральным государственным гражданским служащим Администрации Президента Российской Федерации, назначенным на должности Президентом Российской Федерации, прекратившим исполнение своих полномочий, поручено временно исполнять обязанности по замещаемым ими должностям впредь до осуществления Президентом Российской Федерации соответствующих назначений.

## Полномочные представители президента Российской Федерации в Конституционном суде Российской Федерации
- Савицкий Валерий Михайлович (24 апреля 1995 г., № 403 — 5 февраля 1996 г., № 147)
- Митюков Михаил Алексеевич (5 февраля 1996 г., № 148 — 7 декабря 1996 г., № 1658)
- Шахрай Сергей Михайлович (7 декабря 1996 г., № 1659 — 29 июня 1998 г., № 735)
- Митюков Михаил Алексеевич (29 июня 1998 г., № 736 — 29 января 2000 г., № 120; по Указу Президента от 29 января 2000 г. № 121 впредь до вступления в должность вновь избранного Президента исполнял обязанности полномочного представителя Президента Российской Федерации в Конституционном Суде Российской Федерации; 4 июня 2000 г., № 1030 — 7 ноября 2005 г., № 1271)
- Кротов Михаил Валентинович (7 ноября 2005 г., № 1272 — 7 мая 2008 г.; 14 мая 2008 г., № 783 — 7 мая 2012 г., 25 мая 2012 г., № 730 — 31 января 2020 г., № 83)
- Коновалов Александр Владимирович (31 января 2020 г., № 84 — 16 апреля 2025 г., № 224)
- Мезенцев Дмитрий Фёдорович (с 17 апреля 2025 г., № 237)